# 传统逻辑
传统逻辑，也叫做词项逻辑，是关于亚里士多德（公元前384年—前322年）所开创的传统逻辑学的宽松的术语，并有幸的没有经历广泛的改变，直到十九世纪末出现了谓词逻辑。
有时很难理解在弗雷格和罗素之前的哲学，原因是对他们之前的所有哲学家们所共识的术语和观念没有基本的掌握。本文提供对传统系统的基本介绍，和对进一步阅读的建议。

## 亚里士多德系统
亚里士多德的六篇逻辑学著作被收录在《工具论》（Organon）中。特别是其中叫做《前分析》和《解释篇》的两篇包含了亚里士多德对断定和形式推理的处理的核心，并且是亚里士多德的著作中与词项逻辑有关的主要部分。

## 基础
在理论背后的基本假定是命题由两项组成 - 这是名称“二项理论”或“詞项逻辑”的来源–而推理过程依次建造自命题:
- 项是表达某个事物的词类（part of speech），不论及它们自身的真或假，比如“人”或“必死的”。
- 命题由“主词”（subject）和“谓词”（predicate）两项组成，谓词"确认"或"否认"主词，命题可以是真实的或虚假的。“主词”和“谓词”或称之为“主项”和“谓项”。
- 三段论是在其中一个命题（结论）必然性的从另两个命题（前提）得出的一种推理。

命题可以是全称的（universal）或特称的（particular），并且可以是肯定的或否定的。所以有四种命题:
- A型：全称的和肯定的（“所有人都是必死的”）
- I型：特称的和肯定的（“有些人是哲学家”）
- E型：全称的和否定的（“没有哲学家是富裕的”）
- O型：特称的和否定的（“有些人不是哲学家”）

这叫做命题的“四重方案”。（字母A、I、E和O的起源请见下面的“三段论”格言）。亚里士多德用对立四边形总结了这四种命题之间的联系。三段论是解释那些真前提的组合产生真结论的形式理论。

## 项
项（希腊语horos）是命题的基本构件。希腊语horos还有拉丁语terminus的最初意思是“极端”或“边界”。两个项加之于命题的外面，由确认或否认的动作连结在一起。
对于亚里士多德，项简单的就是作为命题的一部分的一个“事物”。对于早期的现代逻辑学家如Arnauld(他的《Port Royal逻辑》在过去某个时期是最周知的教科书)它是一个认知实体如“观念”或“概念”。Mill认为它是一个词。这些解释都不是令人非常满意的。在断言某个事物是独角兽的时候，我们根本就没有断言“任何事物”。“所有希腊人都是人”表示的既不是希腊人的概念是人的概念，也不是“希腊人”这个词是“人”这个词。命题不能建造自真实事物或观念，但是它也不只是无意义的词。这是关于语言的意义的仍未完全解决的问题。（关于这个问题极佳的讨论请参见下面列出的Prior的书）。

## 命题
在词项逻辑中，“命题”（proposition）简单的是一种“语言的形式”:一种特定类型的判决/句子（sentence），主词和谓词合并在一起，以此断言某事物为真或假。它不是思想、或抽象实体或任何事物。“proposition”这个词出自拉丁文，意味着三段论的第一个前提。亚里士多德使用前提（protasis）这个词作为一个事物确认或否认另一个事物的一个判决（AP 1. 1 24a 16），所以前提也是一种词的形式。
但是，在现代哲学逻辑中，命题现在意味着作为发表判决的结果而断言的那个东西，并被当作有独特的精神或意图的某种事物。在Frege-Russell之前的作家比如Bradley，有时把“判断”（judgment）说成不同于判决的某种事物，而这不是完全相同的。作为进一步的混淆，起源于拉丁语的“判决”（sentence）这个词，意味着一个评判或判断，所以等同于“命题”。
命题的性质是它是肯定的（谓词确认主词）还是否定的（谓词否认主词）。所以“所有人都是必死的”是肯定的，因为“人”确认了“必死的”；“没有人是不死的”是否定的，因为“人”否认了“不死的”。
命题的数量是它是全称的("全部"主词确认或否认谓词)还是特称的("部分"主词确认或否认谓词)。

## 单称项
单称和全称之间的区别是亚里士多德的形而上学的基础，而不只是在文法上。对于亚里士多德而言单称项是带有只能称谓一个事物的本性的项，比如“Callias”。（De Int 7）。它不能称谓多于一个事物:“苏格拉底”不能称谓多于一个主体，所以我们不能象说“所有人”那样说“所有苏格拉底”。(Metaphysics D 9, 1018 a4)。它可以被刻画为文法上的谓词，比如在句子“从这条路过来的人是Callias”。但是它仍是逻辑上的主词。
他把它对比于“全称”（katholou“全部”）。全称项是亚里士多德逻辑的基本素材，包含单称项的命题根本就不构成它的一部分。它们在解释篇中被简要的提及了。后来在《前分析篇》的章节中，亚里士多德有系统的陈述了他的三段论理论，它们被完全忽略了。
这种忽略的原因是很清楚的。项逻辑的根本特征是，在两个前提中的四个项中，有一项必须出现两次。比如
所有希腊人都是人
所有人都是必死的。
在一个前提中是主词，在另一个前提中是谓词，所以必须从逻辑中排除掉不能充当主词和谓词二者的任何项。单称项不能以这种方式运用，所以它们被从亚里士多德的逻辑中忽略掉了。
在三段论的后来版本中，单称项被当作全称的来处理。参见《Port Royal逻辑》的第3章第2部分中的例子（这被陈述为标准的观点）。比如
所有人都是必死的
所有苏格拉底都是人
所有苏格拉底都是必死的
这是明显的蠢笨的，是Frege用以破坏性攻击这个系统的缺点（它最终从未被修复过）。参见概念和对象。
著名的三段论“苏格拉底是人...”，经常被作为亚里士多德的想法来引用。参见Kapp的《传统逻辑的希腊基础》New York 1942, p.17，Copleston的《哲学史》Vol. I. P. 277，罗素的《西方哲学史》London 1946 p. 218中的例子。实际上它在工具论中没有出现过。它首次被提及是在塞克斯都斯·恩比利克斯 (Hyp. Pyrrh. ii. 164)中。

## 三段论
在三段论中只有三项，因为在结论中的两项已经在前提中了，而有一项是两个前提所公共的。这导致了下列定义:
- 在结论中的谓词叫做大项,“P”
- 在结论中的主词叫做小项,“S”
- 公共项叫做中项,“M”
- 包含大项的前提叫做大前提
- 包含小项的前提叫做小前提

三段论总是写成大前提，小前提，结论。所以AII形式的三段论写成
A     M-P    所有猫都是食肉的
I     S-M    有些动物是猫
I     S-P    有些动物是食肉的

### 语气和格
三段论的语气（mood）由两个前提的性质和数量来区别。有八种有效的语气: AA，AI，AE，AO，IA，EA，EI，OA。
三段论的格（figure）由中项的位置来确定。在第1格中，亚里士多德认为它是最重要的，因为它最接近的反映了我们的推理过程，中项是大前提中的主词，小前提中的谓词。在第2格中，它是两个前提中的谓词。在第3格中，它是两个前提中的主词。在第4格（但是亚里士多德没有讨论它）中，它是大前提中的谓词，小前提中的主词。所以
| 第1格 | 第2格 | 第3格 | 第4格 |
| ----- | ----- | ----- | ----- |
| M-P   | P-M   | M-P   | P-M   |
| S-M   | S-M   | M-S   | M-S   |
| S-P   | S-P   | S-P   | S-P   |

### 换位和简约
换位（conversion）是通过重新安排项来简单的把命题变更成另一个的过程。简单换位是保持命题的意思的改变。例如
- “有些S是P”换位成“有些P是S”
- “没有S是P”换位成“没有P是S”

“偶然”（per accidens）逆转涉及到把命题变更成它所蕴涵的另一个不是等同的命题。例如
- “所有S是P”换位成“有些P是S”

(注意为了使偶然换位有效，“所有S是P”中涉及到了一个存在性的假定)
按亚里士多德的解释，他认为只有第一或完美的格是完全透明的推理过程。不完美的三段论的有效性，只在经过对它的前提的换位，把它转变成第一格的某个语气的时候才是明显的。这被经院哲学家叫做简约。
解说简约的规则是最容易的，使用舍伍德的威廉（1190-1249）在十三世纪上半叶写一本手册中首次介入的所谓的助记韵文。
Barbara, Celarent, Darii, Ferioque, prioris
Cesare, Camestres, Festino, Baroco, secundae
Tertia, Darapti, Disamis, Datisi, Felapton, Bocardo, Ferison, habet
Quarta insuper addit Bramantip, Camenes, Dimaris, Fesapo, Fresison.
每个词表示一个有效的语气公式并依据下列规则来解释:
- 前三个元音指示三个命题的性质和数量，所以Barbara: AAA, Celarent: EAE并以此类推
- 在前四个公式之后的每个公式的开端辅音指示这个语气要简约到前四个语气中的哪一个有相同开端辅音的语气
- “s”紧随在元音之后指示对应的命题在简约期间要被简单换位
- “p”紧随在元音之后指示对应的命题要被“部分的”或偶然换位
- “m”在公式的前两个元音之间指示两个前提要被调换大小前提的角色
- “c”在前两个元音之后出现指示这个前提要被结论的否定所替换，而做“不可能性”简约，就是说结论的否定和另一个前提推导出这个前提的否定。

有一些与三段论有关的格言和韵文。它们的作者不得而知。例如：
字母A、I、E和O是来自拉丁文Affirmo和Nego的元音。
Asserit A, negat E, sed universaliter ambae
Asserit I, negat O, sed particulariter ambo
Shyreswood版本的“Barbara”韵文如下:
Barbara celarent darii ferio baralipton
Celantes dabitis fapesmo frisesomorum;
Cesare campestres festino baroco; darapti
Felapton disamis datisi bocardo ferison.
还有常见的:
Barbara, Celarent, Darii, Ferioque prioris
Cesare, Camestres, Festino, Baroco secundae
Tertia grande sonans recitat Darapti, Felapton
Disamis, Datisi, Bocardo, Ferison.
Quartae Sunt Bamalip, Calames, Dimatis, Fesapo, Fresison.

## 命题逻辑的发端
斯多葛学派的学者特别是Chrysippus（公元前280年-前206年）继承了亚里士多德的逻辑学传统，他们贡献了针对一般命题的五个推理形式和排中律：
- 若P则Q；P；因此，Q (肯定前件)
- 若P则Q；非Q；因此，非P (否定后件)
- P与Q二者不同真；P；因此，非Q
- P異或Q；P；因此，非Q
- P或Q；非P；因此，Q (选言三段论)

## 词项逻辑的衰落
词项逻辑在它历史上的大多数时期统治着逻辑学，直到一个世纪前出现了谓词逻辑，在十九世纪晚期和二十世纪早期导致了它的衰落。
衰落的最终原因是新逻辑在数学推理上的优势，它就是为此设计的。例如，词项逻辑不能解说从“所有轿车都是交通工具”到“所有轿车的主人都是交通工具的主人”的推理，而这对于谓词逻辑是很基本的事情。它被限制于三段论论证，并且不能解说涉及到多重普遍性的推理。关系和同一性必须被作为主词-谓词关系来处理，这使得数学的同一性陈述难于处理，当然还有单称项和单称命题，它们对于现代谓词逻辑是基本性的，根本就不能适当的描述。
但是要注意，衰落是缓慢的过程。它不是在1890年-1910年的“弗雷格-罗素”时代一夜之间消失的。这个过程持续了大约70年。蒯因的《逻辑方法》为三段论投入了很大的篇幅，而Joyce的1949年最终版本的手册根本就没有提及弗雷格或罗素。

## 修正后的逻辑
谓词逻辑的革新导致对传统系统的几乎完全的舍弃。它在标准课本的介绍中被辱骂和诋毁。但是，它也不是彻底的被废弃的。项逻辑仍是天主教学校的课程的一部分直到二十世纪后半叶，即使是在今天在有的地方仍被教授着。最近，一些哲学家开始做修正工作来恢复某些项逻辑的基本思想。他们对现代逻辑主要抱怨是
- 谓词逻辑给人不自然的感觉，它的语法不服从在日常推理采用的句子语法。按蒯因的说法，它是"粗暴的"采用了函数、参数、量词和约束变量的人工语言。
- 谓词逻辑仍需要面对一些困窘的理论问题。其中最严重的可能是空名字和同一性陈述的问题。

甚至正统的和完全主流的哲学家比如Gareth Evans已经表示了不满:
"我达成了对喜好“主音”（homophonic）理论的语义调查；这种理论尝试严肃考虑语言中实际存在的语法和语义设施...我更喜好[这种]理论...超过只能通过"发现"隐藏的逻辑永恒来处理[形如"所有A都是B"的句子]的理论...反对的理由不是这种[Frege的]真理条件不正确，而是在我们越发深爱有更严密的解说的东西的意义上，句子的语法形态被处理成同令人误解的表面结构一样多了"  (Evans 1977)
问题是“旧的词项逻辑不被教授了，而现代的谓词逻辑又太难于教授了”。一百年前上学的孩子被教授了一种可用形式的形式逻辑，而今天–在信息时代–他们却没有被教授任何东西。

## 引用
- I. M. Bocheński, I. M., 1951. Ancient Formal Logic. North-Holland, Amsterdam.
- Louis Couturat, 1961. La Logique de Leibniz. Georg Olms Verlagsbuchhandlung, Hildesheim.
- Gareth Evans, 1977. 'Pronouns, Quantifiers and Relative Clauses'.  Canadian Journal of Philosophy.
- Peter Geach, 1976. Reason and Argument. University of California Press.
- Hammond and Scullard, 1992. The Oxford Classical Dictionary. Oxford University Press, ISBN 0198691173.
- Joyce, G.H., 1949.   [https://web.archive.org/web/20060227234924/http://uk.geocities.com/frege%40btinternet.com/joyce/principlesoflogic.htm Principles of Logic.  London, 3rd edition.  A manual written for Catholic schools, probably in the early 1910s.  It is spendidly out of date, there being no hint even of the existence of modern logic, yet it is completely authoritative within its own subject area.  There are also many useful references to medieval and ancient sources.
- , 1951.  Aristotle's Syllogistic, from the Standpoint of Modern Formal Logic. Clarendon Press, Oxford.
- John Stuart Mill, 1904.  A System of Logic.  London, 8th edition.
- Parry and Hacker, 1991. Aristotelian Logic. State University of New York Press, Albany.
- Terence Parsons, 1999. 'Traditional Square of Opposition （页面存档备份，存于）'.  Article at the Stanford Encyclopedia of Philosophy.
- Arthur Prior, 1976.  The Doctrine of Propositions & Terms.  London.
- Lynn E. Rose, 1968. Aristotle's Syllogistic. Clarence C. Thomas, Springfield.
- Robin Smith, 2004. 'Aristotle's Logic （页面存档备份，存于）'.  Article at the Stanford Encyclopedia of Philosophy.